# Осиновка (приток Лузы)
Осиновка — река в России, протекает по Опаринскому району Кировской области. Устье реки находится в 540 км по левому берегу реки Луза. Длина реки составляет 30 км.
Исток реки в 3 км к юго-западу от посёлка Маромица. Река течёт по лесному массиву на Северных Увалах, генеральное направление течения — юго-восток. В верхнем течении протекает по южной окраине посёлка Маромица, где на реке расположена небольшая запруда. В нижнем течении река протекает близ южной окраине районного центра, посёлка Опарино, чуть выше посёлка на реке построена плотина и образовано водохранилище. Плотина и водозаборный узел были построены в 1988 году с целью снабжения водой посёлка Опарино. Осиновка впадает в Лузу в 4 км к юго-востоку от посёлка Опарино. Ширина реки в низовьях около 10 метров.

## Данные водного реестра
По данным государственного водного реестра России и геоинформационной системы водохозяйственного районирования территории РФ, подготовленной Федеральным агентством водных ресурсов:
- Бассейновый округ — Двинско-Печорский
- Речной бассейн — Северная Двина
- Речной подбассейн — Малая Северная Двина
- Водохозяйственный участок — Юг
- Код водного объекта — 03020100212103000011719